# Municipio de Johnson (condado de Oregón)
El municipio de Johnson (en inglés: Johnson Township) es un municipio ubicado en el condado de Oregon en el estado estadounidense de Misuri. En el año 2010 tenía una población de 329 habitantes y una densidad poblacional de 4,17 personas por km².

## Geografía
El municipio de Johnson se encuentra ubicado en las coordenadas 36°39′26″N 91°14′39″O / 36.65722, -91.24417. Según la Oficina del Censo de los Estados Unidos, el municipio tiene una superficie total de 78.83 km², de la cual 78,63 km² corresponden a tierra firme y (0,25 %) 0,19 km² es agua.

## Demografía
Según el censo de 2010, había 329 personas residiendo en el municipio de Johnson. La densidad de población era de 4,17 hab./km². De los 329 habitantes, el municipio de Johnson estaba compuesto por el 93,31 % blancos, el 0,3 % eran afroamericanos, el 3,65 % eran amerindios, el 0,91 % eran asiáticos, el 0,3 % eran isleños del Pacífico y el 1,52 % eran de una mezcla de razas. Del total de la población el 0,61 % eran hispanos o latinos de cualquier raza.